# Radio Carthage
Radio Carthage (arabe : راديو قرطاج) est une radio privée de Tunisie lancée le 21 janvier 1937. Appelée initialement Radio Tunis, elle est rebaptisée Radio Carthage, le 16 juin 1939, pour ne pas la confondre avec la radio officielle.
Elle disparaît comme toutes les radios privées de Tunisie à la suite de l'armistice de 1940,.